# Гідрохлоротіазид
Гідрохлоротіазид (лат. Hydrochlorothiazidum, англ. Hydrochlorothiazide) — синтетичний препарат, що належить до групи тіазидних діуретиків, та є похідним бензотіазидину, що містить у своєму складі сульфонамідну групу. Гідрохлоротіазид застосовується виключно перорально. Гідрохлоротіазид застосовується для лікування артеріальної гіпертензії як самостійний препарат, так і у комбінації з іншими лікарськими засобами, переважно інгібіторами АПФ та інгібіторами рецепторів ангіотензину-ІІ, та у багатьох країнах належить до антигіпертензивних препаратів першої лінії. Гідрохлортіазид застосовується також для лікування набрякового синдрому, нецукрового діабету, затримці рідини при ожирінні, глаукомі, при ідіопатичній кальціурії та сечокам'яній хворобі (для профілактики утворення кальцієвих каменів). Гідрохлоротіазид уперше синтезований у 1958 році, і вже у 1959 році дві фармацевтичні компанії «Merck» і «Ciba» провели успішні дослідження препарату для його подальшого використання у клінічній практиці.

## Фармакологічні властивості
Гідрохлоротіазид — синтетичний препарат, що є похідним сульфонаміду та належить до групи тіазидних діуретиків. Механізм дії препарату полягає у пригніченні реабсорбції іонів натрію та хлору, а також води, у кортикальному сегменті петлі Генле та в початковій частині дистальних канальцях нирок, що призводить до збільшення виведення їх із організму. Гідрохлоротіазид не впливає на сегмент петлі Генле, який знаходиться у мозковому шарі нирок, що зумовлює його нижчу діуретичну активність у порівнянні з петльовими діуретиками (фуросемідом, торасемідом). Гідрохлоротіазид також підвищує виведення іонів калію та магнію, хоча й у меншому ступені, ніж петльові діуретики, а виведення калію із організму зростає пропорційно збільшенню дози гідрохлоротіазиду. Гідрохлоротіазид також пригнічує фермент карбоангідразу, що призводить до підвищення виведення з організму карбонатів. Гідрохлоротіазид також знижує виведення іонів кальцію з організму, тому він рекомендується для застосування хворим на артеріальну гіпертензію у поєднанні з остеопорозом. Препарат також знижує виведення сечової кислоти з організму, тому він не рекомендується для застосування у хворих на подагру. Гіпотензивний ефект гідрохлортіазиду зумовлений зниженням об'єму циркулюючої рідини, а також пов'язаного із ним підвищення активності реніну, секреції альдостерону, зниження реактивності стінки судин та зниження впливу судинозвужуючих середників (таких як адреналін та норадреналін) з одночасним посиленням депресорного впливу на нервові закінчення у судинах у зв'язку зі зниженням концентрації іонів натрію у цитоплазмі клітин гладких м'язів судин. Гідрохлоротіазид є однаково ефективний при артеріальній гіпертензії, спричиненій різними факторами, як ідіопатичній, так і вазоренальній, і спричиненій передозуванням інгібіторів синтезу простагландинів (нестероїдних протизапальних препаратів). При застосуванні гідрохлоротіазиду найбільш виражений діуретичний та гіпотензивний ефект спостерігається при застосуванні низьких доз препарату (12,5—25 мг), вищі дози майже не збільшують корисної дії препарату, але призводять до підвищення частоти побічних ефектів від його застосування. Застосування низьких доз гідрохлоротіазиду, яке частина вчених згідно досліджень попередніх років вважала менш ефективним, ніж застосування інших тіазидоподібних діуретиків (хлорталідону та індапаміду), згідно з новішими даними вважається рівнозначним із застосуванням інших діуретичних препаратів, і подібно до застосування інших антигіпертензивних препаратів, призводить до регресу гіпертрофії лівого шлуночка та запобігає серцево-судинним і мозковим ускладненням у хворих артеріальною гіпертензією середнього та літнього віку. У хворих нецукровим діабетом гідрохлоротіазид знижує об'єм сечі та підвищує її концентрацію, а також знижує відчуття спраги. Точний механізм цих явищ невідомий, ймовірно він пов'язаний із впливом препарату на мозковий центр, який регулює відчуття спраги; а зменшення об'єму виділеної сечі пов'язане із покращенням концентраційної функції нирок. Гідрохлоротіазид також має здатність знижувати внутрішньоочний тиск (переважно при субкомпенсованих формах глаукоми).

### Фармакокінетика
Гідрохлоротіазид швидко, але не повністю всмоктується після перорального застосування, біодоступність препарату складає 90—100 %. Максимальна концентрація препарату в крові досягається протягом 1,5—3 годин. Діуретичний ефект препарату розпочинається через 2 години після застосування гідрохлоротіазиду. Гідрохлоротіазид швидко розподіляється в організмі, та має здатність накопичуватися в еритроцитах. Препарат проходить через плацентарний бар'єр та виділяється в грудне молоко. Гідрохлоротіазид лише на 40 % зв'язується з білками плазми крові. Метаболізується препарат у печінці у дуже незначній кількості, виводиться із організму переважно із сечею в незміненому вигляді. Виведення препарату двофазне, у першій стадії період напіввиведення становить 2 години, у другій стадії — 10 годин. У хворих літнього віку та у хворих із порушеннями функції нирок виведення гідрохлоротіазиду з організму сповільнюється, при порушеннях функції печінки виведення гідрохлоротіазиду із організму не сповільнюється.

## Показання до застосування
Гідрохлоротіазид застосовується при артеріальній гіпертензії (як монотерапія, так і у комбінації з іншими антигіпертензивними препаратами); набряковому синдромі, спричиненому серцевою, нирковою та печінковою недостатністю, прийомом лікарських препаратів та при передменструальному синдромі; нецукровому діабеті; при затримці рідини у хворих на ожиріння; у випадку місцевих набряків (після травми або тромбозу); для профілактики утворення кальцієвих каменів у нирках (при сечокам'яній хворобі та ідіопатичній кальційурії); при субкомпенсованих формах глаукоми.

## Побічна дія
При застосуванні гідрохлоротіазиду найчастішими побічними ефектами є гіпокаліємія, гіпомагніємія, порушення толерантності до глюкози або дебют цукрового діабету, а у хворих цукровим діабетом — погіршення перебігу захворювання аж до розвитку гіперосмолярної коми, підвищення рівня у крові холестерину та тригліцеридів, імпотенція, підвищення рівня сечової кислоти у крові.
Серед інших побічних ефектів зрідка можуть спостерігатися:
- З боку шкірних покривів та алергічні реакції — синдром Стівенса-Джонсона, синдром Лаєлла, анафілактичний шок, кропив'янка, фотодерматоз, пурпура.
- З боку нервової системи — головний біль, запаморочення, судоми, парестезії, сплутаність свідомості, сонливість, нервозність, посилення відчуття спраги.
- З боку травної системи — сухість у роті, нудота, блювання, запор, запалення слинних залоз, жовтяниця, панкреатит, холецистит, вкрай рідко печінкова кома на фоні розвитку гіпохлоремічного алкалозу.
- З боку серцево-судинної системи — аритмії, ортостатична артеріальна гіпотензія, васкуліт, вкрай рідко — некротизуючий ангіїт.
- З боку сечостатевої системи — інтерстиційний нефрит, ниркова недостатність.
- Зміни в лабораторних аналізах — рідко можуть спостерігатися тромбоцитопенія, анемія, лейкопенія, агранулоцитоз, підвищення рівня креатиніну та сечовини в крові, гіперкальціємія, гіпонатріємія.

## Протипокази
Гідрохлоротіазид протипоказаний при підвищеній чутливості до препарату та інших похідних сульфонаміду, при важкій нирковій недостатності (у тому числі анурії) та печінковій недостатності, виражений гіпонатріємії та гіпокаліємії, вираженій гіперкальціємії, симптоматичній гіперурикемії або подагрі, важкі форми цукрового діабету, у першому триместрі вагітності. Не рекомендується застосування препарату для лікування набряків при еклампсії, прееклампсії або інших набряків у період вагітності. Не рекомендований препарат для застосування під час годування грудьми. Гідрохлоротіазид застосовується дітям віком від 2 років.

## Форми випуску
Гідрохлоротіазид як монопрепарат випускається у вигляді таблеток по 0,025; 0,05 та 0,1 г. Гідрохлоротіазид випускається також у вигляді комбінованих препаратів:
- З інгібіторами АПФ — каптоприлом[8][13], еналаприлом[14][15], лізиноприлом[16][17], раміприлом[18][19], зофеноприлом[20][21], фозиноприлом[22] та квінаприлом.[23]
- З інгібіторами рецепторів ангіотензину-ІІ — лозартаном[7][24], кандесартаном[25][26], валсартаном[27][28], епросартаном[29], ірбесартаном[30], олмесартаном[31] та телмісартаном.[32][33]
- З блокаторами кальцієвих каналів — амлодипіном.[34]
- З інгібіторами реніну — аліскіреном.[35]
- З бета-блокаторами — бісопрололом[7][36], небівололом[37] та метопрололом.[38]
- З іншими сечогінними препаратами — амілоридом[39] та тріамтереном[40][41]
- У складі трьохкомпонентних препаратів — з резерпіном і дигідралазином («Адельфан Езидрекс», «Трирезид» — додатково хлорид калію)[42][43][44], з валсартаном і амлодипіном[45]

## Заборона використання у спортсменів
Хоча гідрохлоротіазид безпосередньо не є препаратом, який може використовуватися як допінг для покращення спортивних результатів, він, як і інші сечогінні препарати, заборонений для використання спортсменами згідно рішення Всесвітнього антидопінгового агентства як засіб, що сприяє приховуванню вживання допінгу, і виявлення гідрохлоротіазиду в організмі спортсменів під час змагань може служити причиною їх дискваліфікації. Найвідомішим випадком дискваліфікації за вживання гідрохлоротіазиду була дискваліфікація російського велосипедиста Олександра Колобнєва на Тур де Франс у 2011 році.

## Синоніми
Гіпотіазид, Гідрохлортіазид, Ветидрекс, Гідрекс, Гідрил, Гідро-Діурівас, Гідродіурил, Гідро-Салурик, Гідросалюретал, Гідротіазид, Гідротідхлор Гідрохлортіазид, Дихлотиазид, Диазуган, Дивауган, Диауган, Езідрекс, Езідрикс, Езодрин, Іхлотрид, Докліцид, Ідродіувіс, Ідроніагар, Ідрореніл, Ідрохлоразид, Нео-Діурезал, Нео-Мінціл, Нео-Суларетик, Неотрид, Неофлюмен, Нео-Хлорурил, Нефрикс, Новодіурекс, Оретик, Панурін, Удор, Уназид, Уродид